# Dirck van Baburen
Dirck van Baburen (Wijk bij Duurstede, h. 1595-Utrecht, 21 de febrero de 1624) fue un pintor barroco holandés, uno de los líderes de la Escuela caravaggista de Utrecht, que estuvo influenciado por el dramático estilo tenebrista del pintor italiano Caravaggio (1571-1610). También fue conocido como Teodoer van Baburen y Theodor Baburen.

## Biografía

### Juventud y Educación
Con toda probabilidad, Dirck van Baburen nació en Wijk bij Duurstede a 1595, pero su familia pronto se trasladó a Utrecht. Su padre, Jasper van Baburen había estado al servicio de la Vizcondesa de Utrecht, Geertruijd van Bronckhorst van Battenburg. La primera referencia del artista se encuentra en los registros de 1611 de Utrecht del Gremio de San Lucas como un discípulo de Paulus Moreelse (1571-1638), un retratista y pintor de escenas históricas.

### Italia

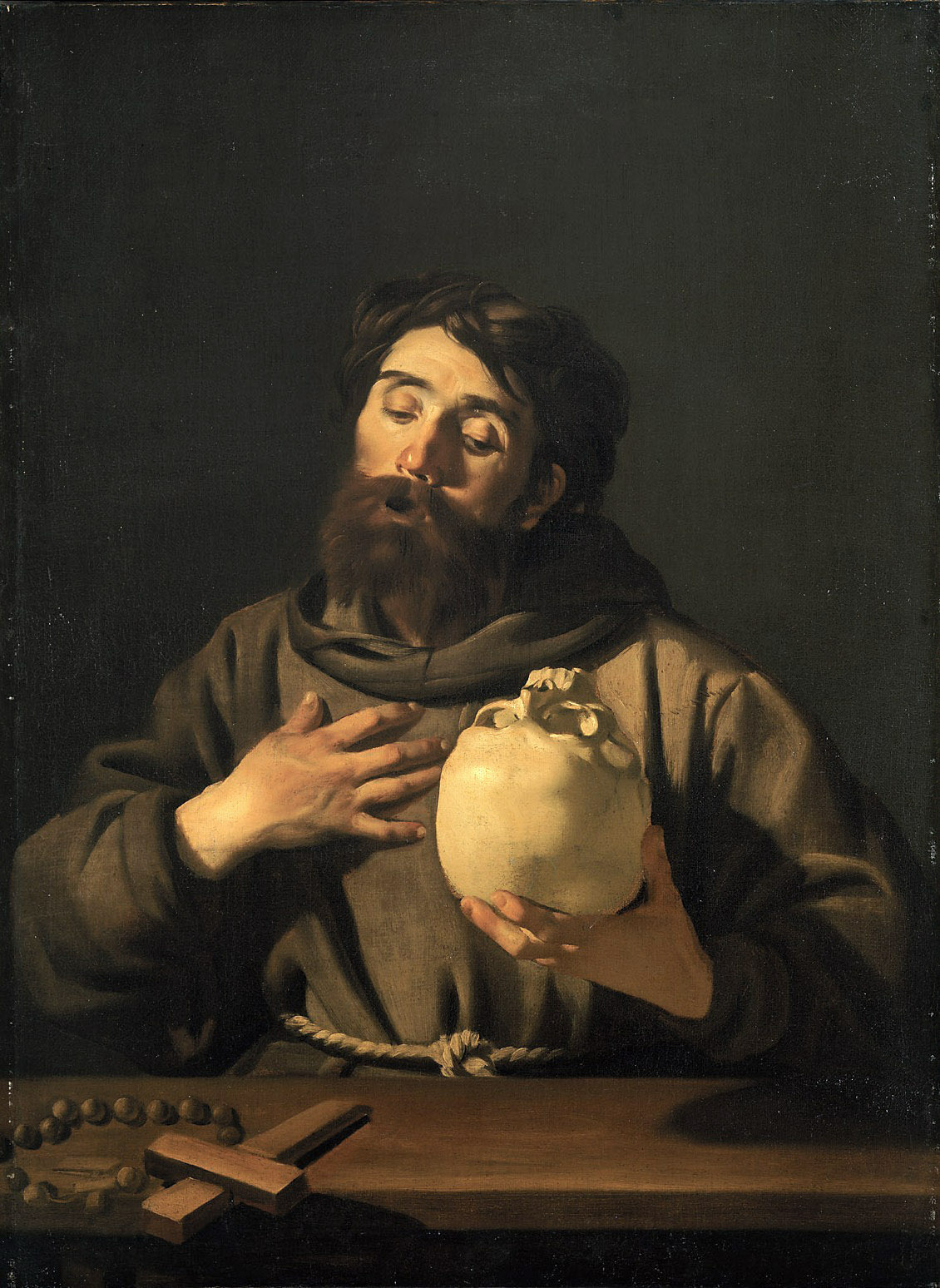
San Francisco (1618) Museo de la Historia del Arte, Viena.

En algún momento entre 1612 y 1615 viajó a Roma. En 1615 realizó un San Sebastián mártir (actualmente perdido) para la Iglesia del Servicio en Parma; es posible que la imagen fuese pintada en Roma, donde van Baburen pasó varios años.
En Roma colaboró con David de Haen (¿? -1622) originario de Róterdam, y con Nicolas Régnier. Baburen también llamó la atención de los coleccionistas de arte y los mecenas Vincenzo Giustiniani (1564 – 1637) y el cardenal Scipione Borghese (1576-1633) y, posiblemente, bajo sus influencias recibió la comisión junto a su compañero de Haen para realizar las decoraciones de la capilla de la Piedad en el monasterio de San Pietro in Montorio, donde Baburen pintó el retablo de El Entierro alrededor de 1617. En 1619, Van De Haen y Baburen comparten un apartamento en la parroquia de San Andrea della Fratte, parroquia donde vive Bartolomeo Manfredi (1582-1622), cuyo estilo está estrechamente relacionado con ellos, y con quien Baburen entabló una estrecha amistad.
En la Ciudad Eterna, Baburen fue uno de los primeros miembros del grupo Bentvueghels (Pájaros de una pluma), un grupo de artistas de habla holandesa activos en Roma en el siglo XVII. En este grupo el apodo de Baburen era Biervlieg (Mosca cervecera, o el que bebe demasiado). Una carta sobre arte dirigida por Teodoro Amayden a Giustiniani en 1620, incluye una clasificación de los artistas en orden de importancia; en ella aparece el nombre de Teodoro, probablemente refiriéndose a Van Baburen, en la undécima posición entre los más grandes.

### Regreso a Utrecht y muerte prematura
A finales de 1620, Baburen regresó a Utrecht, y vivió con su madre y hermana en la Jansdam. Recibió encargos y pintó algunas escenas de género. Entre 1622-3 compartió estudio con Hendrick ter Brugghen (1588-1629). Ambos pintores, junto con Gerard van Honthorst (1592 – 1656), ayudaron a establecer el estilo y la temática de las innovaciones caravaggistas ahora conocida como la Escuela de Utrecht.
Aún estaba soltero cuando murió repentinamente en 1624, sin cumplir los 30 años, probablemente víctima de la peste. El 28 de febrero de 1624 fue enterrado en Buurkerk, una iglesia medieval de Utrecht, que hoy alberga el Museo van Speelklok tot Pierement.
Alrededor de 1629, Constantijn Huygens (1596-1687) señaló a Baburen como uno de los pintores holandeses importantes activos en las primeras décadas del siglo XVII. Su reputación disminuyó rápidamente después de su muerte, y no fue hasta el siglo XX que su trabajo volvió a salir a la luz.

## Estilo pictórico

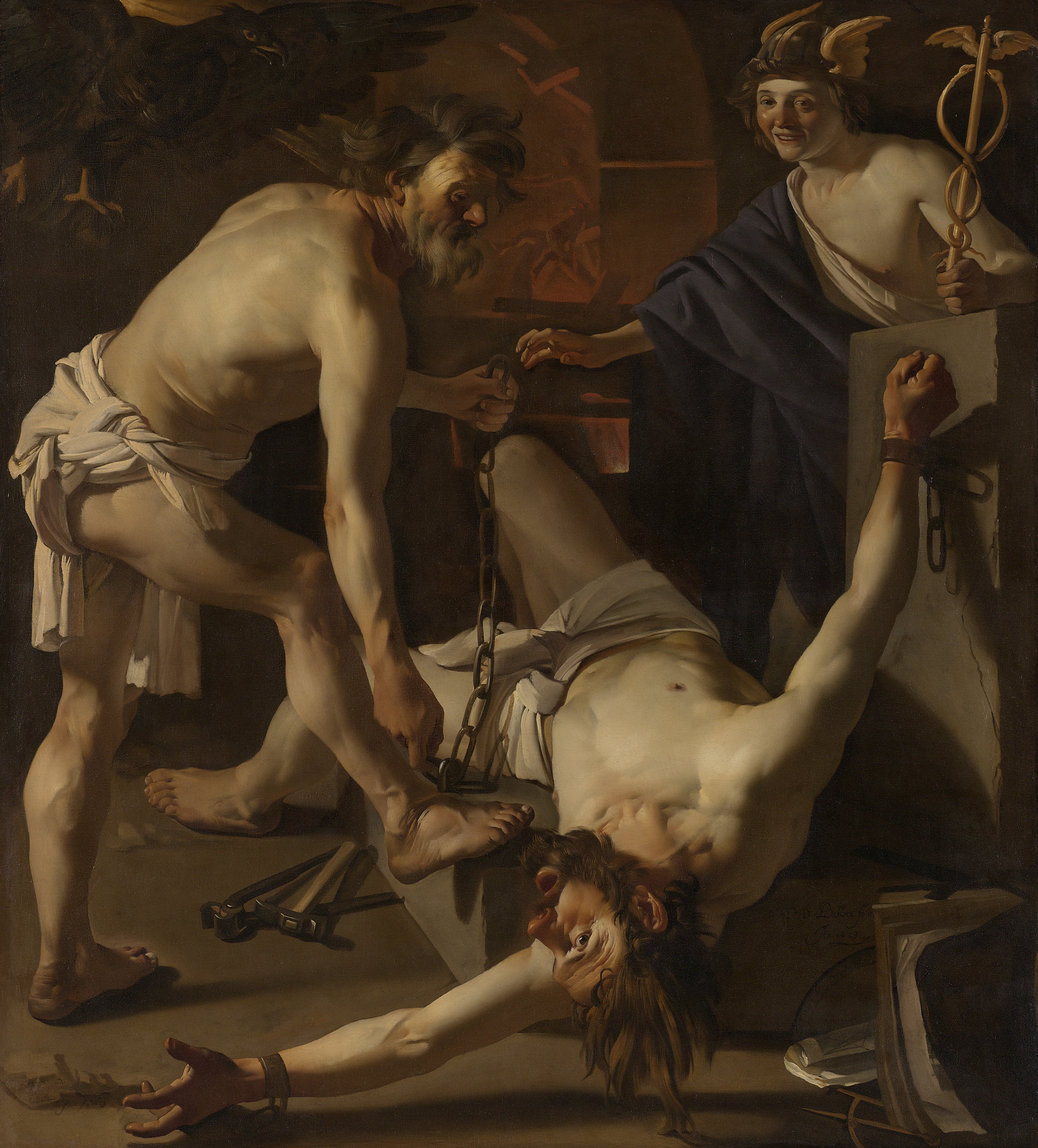
Prometeo siendo encadenado por Vulcano (1623) Rijksmuseum, Ámsterdam.

El arte de Baburen se caracteriza por una cierta tosquedad en la concepción, ritmos irregulares en la composición y una baja calidad atmosférica, pero su manera de pintar se puede decir que se amplia y fortifica. Su estilo está ligado al de Hendrick Ter Brugghen, pero tiene una menor personalidad.
La carrera de Dirck van Baburen fue corta, y sólo unas pocas de sus pinturas son conocidas hoy en día. La mayoría de las que pintó en Roma de temas religiosos, incluida la de San Pietro in Montorio, Entierro, están en deuda con las versiones del mismo tema que Caravaggio presentes en los Museos Vaticanos. Baburen también pintó una Captura de Cristo (Galería Borghese, Roma) para Scipione Borghese y Cristo lavando los pies de los Apóstoles (Gemäldegalerie de Berlín) para Vincenzo Giustiniani. La influencia de Caravaggio también se puede ver en sus dos versiones de Cristo coronado con espinas, sobre la base de una pintura pérdida del maestro italiano.
Las obras de Utrecht realizadas entre 1621-4, los últimos años de la carrera de Baburen, se fusionan las características visuales aprendidas de Caravaggio y Manfredi en el género mitológico y de la pintura histórica. Prometeo siendo encadenado por Vulcano (Rijksmuseum, Ámsterdam), por ejemplo, adapta la figura de Caravaggio de San Pablo de La conversión de San Pablo (Basílica de Santa Maria del Popolo, Roma) a la posición caída de Prometeo, que fue castigado por robar el fuego de los dioses y dárselo a los mortales.
Fue uno de los primeros artistas en popularizar géneros con temas como músicos y jugadores de cartas. Una de sus obras más conocidas es La alcahueta (Museo de Bellas Artes, Boston), que representa a un hombre que ofrece una moneda para los servicios de una tocadora mientras una prostituta vieja, la alcahueta de la dama, inspecciona su dinero. Este cuadro (o una copia) era propiedad de la suegra de Johannes Vermeer (1632-1675) y aparece reproducido en dos de las obras del artista: El concierto (robado en 1990 del Museo Isabella Stewart Gardner, Boston) y Mujer sentada al virginal (National Gallery, Londres).

## Obras

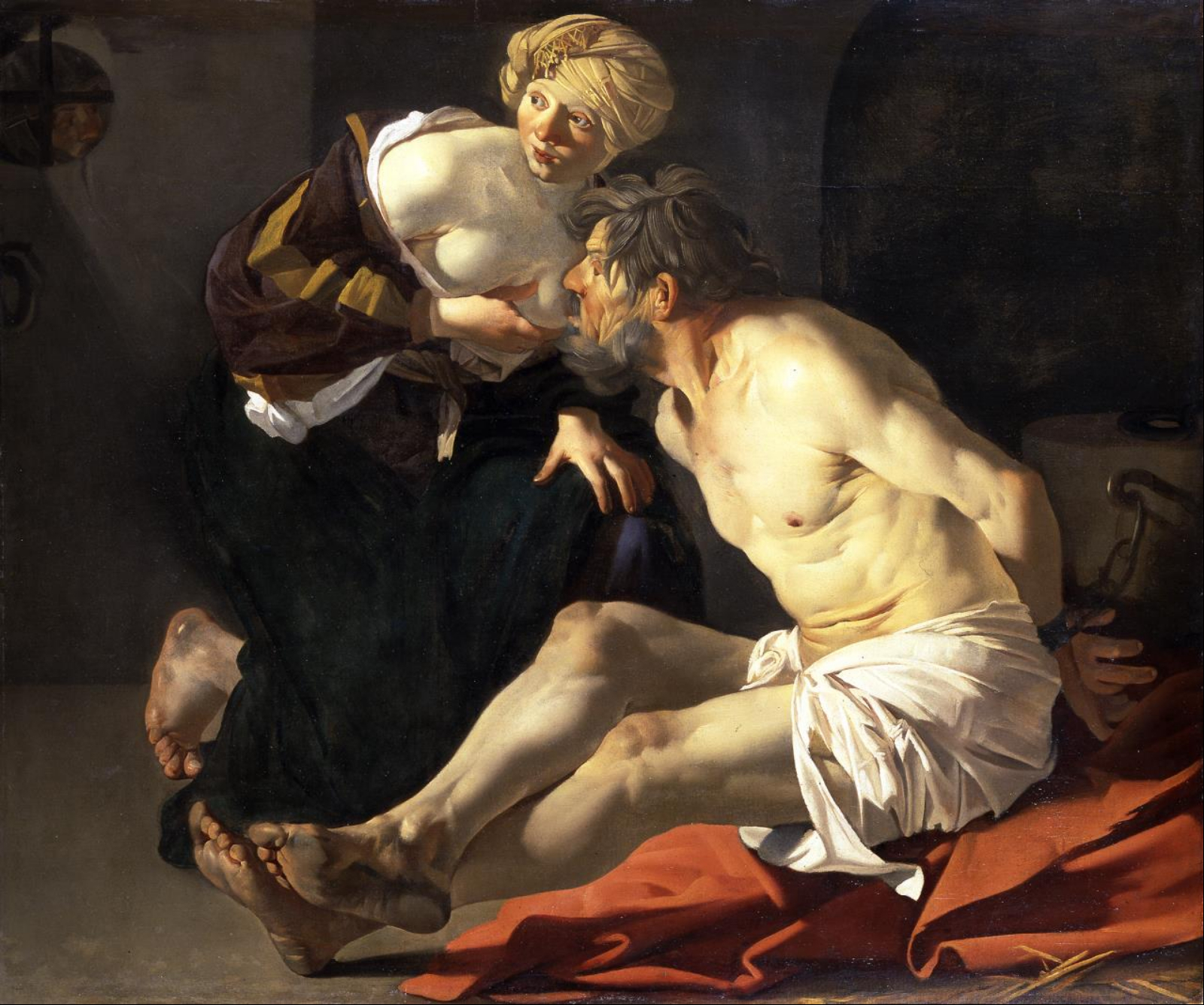
Caridad romana, Cimon y Pero (1618-1624), Galería de Arte de York. Una segunda versión de esta composición, firmada por Jan Janssens, se conserva en el museo de la Real Academia de Bellas Artes de San Fernando de Madrid.

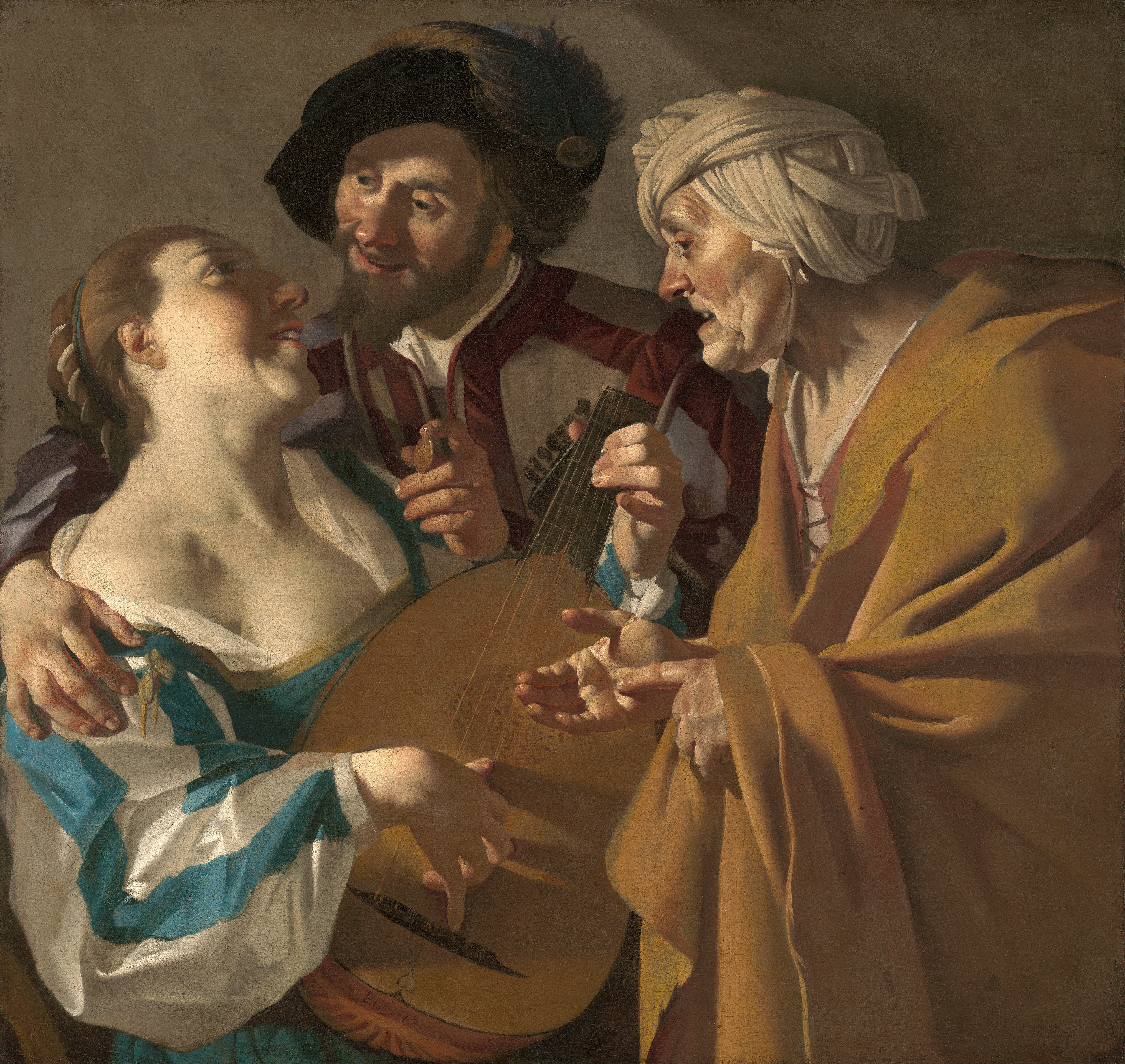
La alcahueta (1622) Museo de Bellas Artes, Boston.

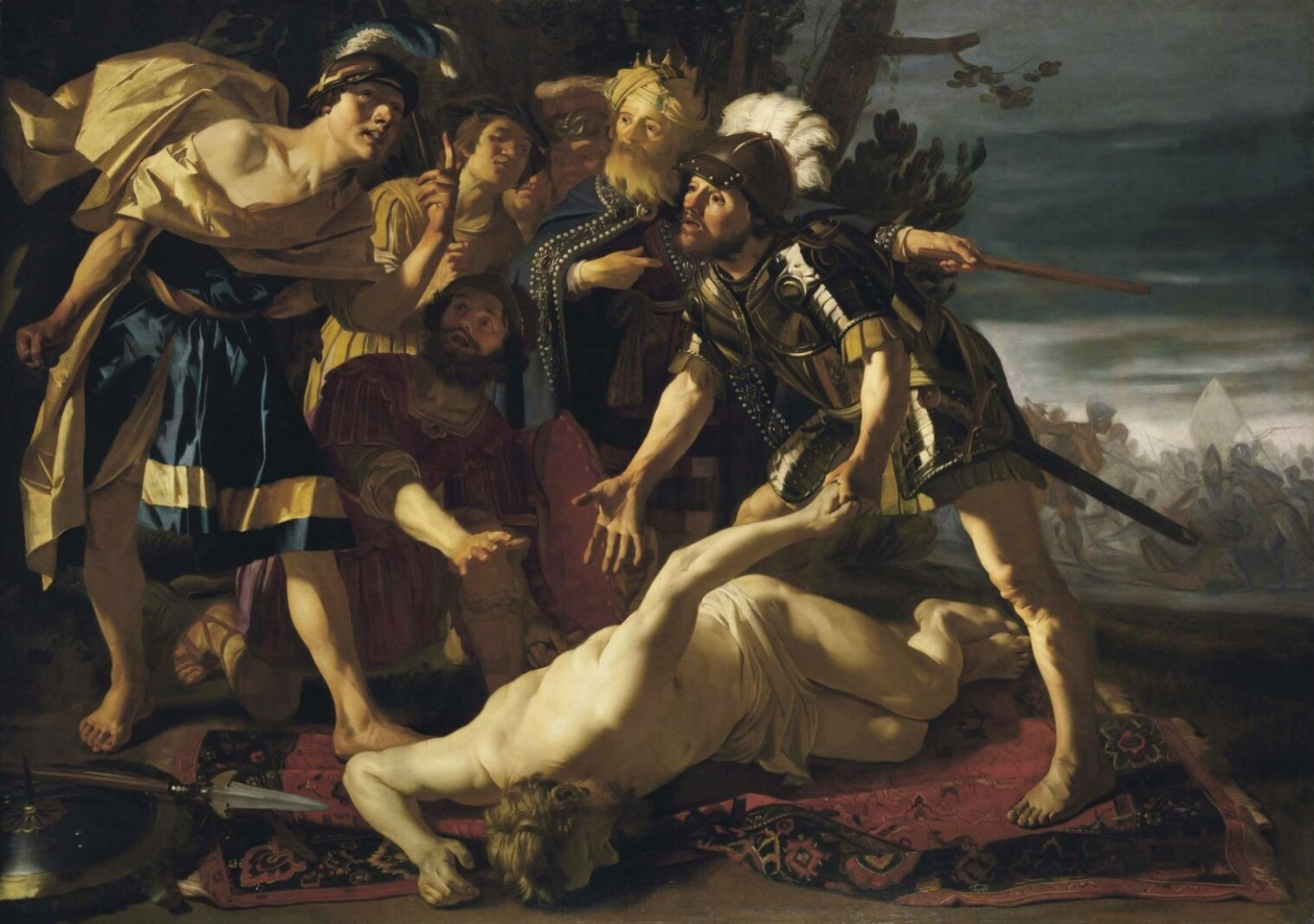
Aquiles preparado para vengar la muerte de Patroclo (1624). Galería de Pinturas de los Maestros Clásicos, Cassel.

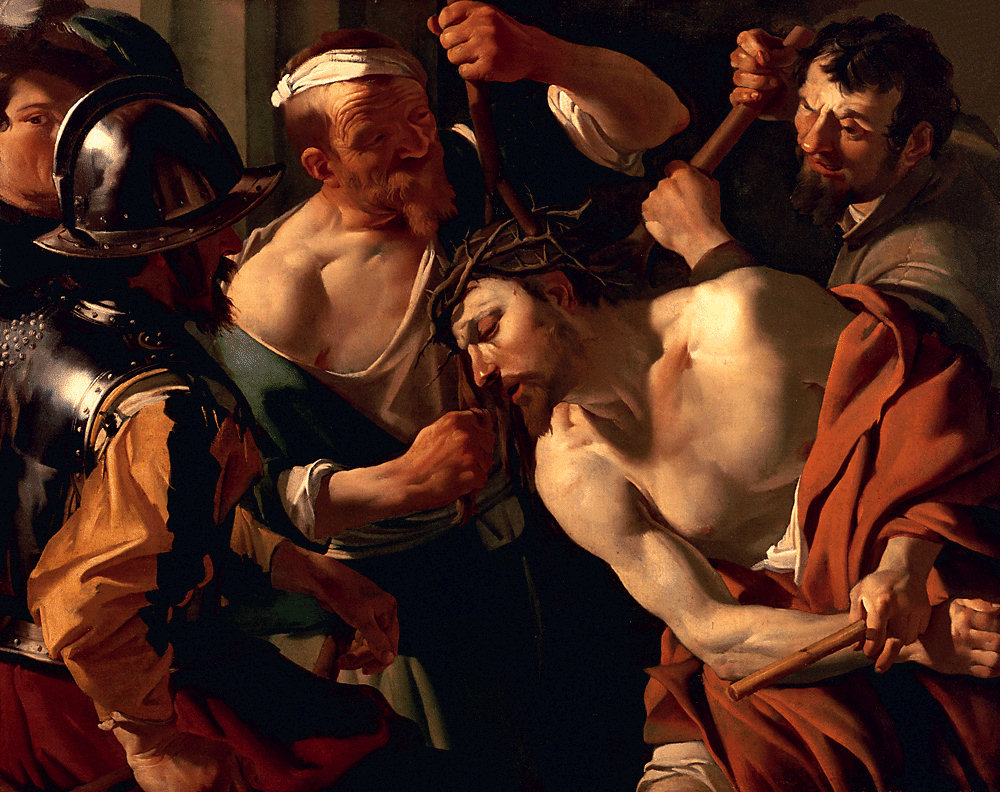
Cristo con la corona de espinas (1623) Museo Catharijneconvent, Utrecht.

- El pastor Daifilo dando una bebida a la princesa Granida, óleo sobre lienzo, 166 x 209 cm., entre 1608 y 1624, Museos Reales de Bellas Artes de Bélgica, Bruselas.
- El pastor Daifilo dando una bebida a la princesa Granida, óleo sobre lienzo, 68.5 x 60.5 cm., entre 1609 y 1624, Galería Christie's, Londres.
- Compañía de músicos, óleo sobre lienzo, atribuido a Dirck van Baburen, 49 x 65 cm., entre 1610 y 1624, Galería Sotheby's, Nueva York.
- San Sebastián atendido por Santa Irene y su criada, 1615, óleo sobre lienzo, atribuido a Dirck van Baburen, 169 x 128 cm., Museo Thyssen-Bornemisza, Madrid.[2]
- El entierro, sobre 1617, Monasterio de San Pietro in Montorio, Roma.
  - El entierro, idéntica a la anterior composición, óleo sobre lienzo, 220 x 140 cm., circa 1620, Museo Central de Utrecht.
- El entierro de Cristo, óleo sobre lienzo, atribuido a Dirck van Baburen y David De Haen, 222 x 142 cm., documentada en 1617,  Museo Central de Utrecht.
- Hombre con una jarra, un cuchillo y un trozo de pan, óleo sobre lienzo, atribuido a Dirck van Baburen, 72 x 59,5 cm., entre 1620 y 1624, Lempertz, Colonia.
- Captura de Cristo, antes de 1621, Galería Borghese, Roma.
- Cristo expulsando a los mercaderes del Templo óleo sobre lienzo, firmado, 161 x 199,5 cm., con fecha de 1621, Galería Christie's, Londres.
- Cristo lavando los pies de los Apóstoles, antes de 1621, Gemäldegalerie, Berlín.
- Joven tocando un pequeño silbato pintura sobre lienzo, firmado, 65 x 52,5 cm., con fecha de 1621, Museo Central, Utrecht.
- La muerte de Urías en la batalla, antes de 1621 colección privada.
- Cantante acompañado con el laúd, óleo sobre lienzo, firmado, 71,2 x 59 cm., con fecha de 1622, Museo Central, Utrecht.
- Cristo entre los doctores, 1622, Galería Nacional de Noruega, Oslo.
- El filósofo Demócrito riendo, óleo sobre lienzo, taller Dirck van Baburen y Ter Brugghen, 1622, 71,5 x 56,5 cm., Galería Arcade, Londres.
- La alcahueta, pintura sobre lienzo, 100,2 x 105,3 cm., 1622, Museo de Bellas Artes, Boston, Massachusetts.
  - Pareja tocando música y alcahueta, una copia de la anterior pintura sobre tela, posterior a Bavuren, 100 x 90 cm., Rijksmuseum, Ámsterdam.
- Los jugadores de backgammon, sobre 1622, Residenzgalerie, Bamberga.
- Compañía perdida, 1623, Gemäldegalerie, Maguncia.
- Prometeo siendo encadenado por Vulcano, óleo sobre lienzo, 202 x 184 cm., 1623, Rijksmuseum, Ámsterdam.
- Coronación de espinas, óleo sobre lienzo, 106 x 136 cm., 1622-3, Museo Catharijneconvent, Utrecht.
- Coronación de espinas, 1623, Museo Nelson-Atkins, Kansas City, Missouri.
- Jóvenes licenciosos, 1623, Gemäldegalerie, Maguncia.
- Pere y Cimon o Caridad romana, sobre 1623, 127 x 151 cm., Galería de Arte York, York.
  - Una copia se encuentra en el Museo de la Cartuja, Douai.
- San Sebastián atendido por Irene, sobre 1623, Kunsthalle, Hamburgo.
  - Santa Irene y su siervo curando las heridas de San Sebastián, óleo sobre lienzo, (copia de la anterior), 111 x 150 cm., entre 1600 y 1624, Galería Sotheby's, Londres.
- El flautista, óleo sobre lienzo, firmado, 71 x 54,5 cm., alrededor de 1624, Nagel Auktionen, Stuttgart.
- Mucius Scevola ante Porsenna o Aquiles preparándose para vengar la muerte de Patroclo, en ocasiones también conocido como La muerte de Urías en la batalla, óleo sobre lienzo, 204 x 287 cm., 1624, Galería de Pinturas de los Maestros Clásicos, Cassel.
- Hombre con una flauta en sus manos, dibujo, atribuido a Dirck van Baburen, 23,3 x 20,1 cm., Galería Uffizi, Florencia.
- El entierro, óleo sobre lienzo, 220 x 149 cm., Museos Reales de Bellas Artes de Bélgica, Bruselas.
- Retrato de un cantante, Museo de Bellas Artes de Nantes.
- Soldados jugando al trictrac, 101 x 124 cm., Museo Spaans Gouvernement, Maastricht.
- Una ofrenda a la diosa romana Ceres, óleo sobre lienzo, atribuido a Dirck van Baburen y Baltasar van der Ast, 137 x 197 cm., entre 1621 y 1623, Galaría Christie's, Nueva York.
- Un filósofo, óleo sobre lienzo, atribuido a Dirk van Baburen, 127 x 95,5 cm., Museo de Bellas Artes de Rouen.
- Viejo escribiendo taller de Dirck van Baburen, óleo sobre lienzo, 83,8 x 67 cm., alrededor de 1622/1623, Galería Sotheby's, Nueva York.